# Hjorted
Hjorted – miejscowość (tätort) w Szwecji, w regionie administracyjnym (län) Kalmar, w gminie Västervik.
Według danych Szwedzkiego Urzędu Statystycznego liczba ludności wyniosła: 326 (31 grudnia 2015), 333 (31 grudnia 2018) i 337 (31 grudnia 2019).